# Gastón von Mühlenbrock
Gastón Alejandro von Mühlenbrock Zamora (26 de diciembre de 1954) es un economista, procurador de Derecho y político chileno de ascendencia alemana, perteneciente a la Unión Demócrata Independiente (UDI). Entre 2002 y 2014 se desempeñó como diputado por las comunas de Futrono, Lago Ranco, La Unión, Los Lagos, Panguipulli, Paillaco y Río Bueno, en la Región de Los Ríos. Desde marzo de 2018 ejerce como diputado de la República por el distrito N.° 24.

## Biografía
Nació el 26 de diciembre de 1954.
Es casado con Ingrid Schlatter Vollmann y es padre de dos hijos: Astrid y Sven.
Realizó sus estudios secundarios en el Instituto de Humanidades Luis Campino. Continuó su educación superior en la Universidad de Chile donde se tituló de Ingeniero Comercial y obtuvo el grado de licenciado en Ciencias de la Administración de Empresas. Luego estudió derecho en la Universidad Santo Tomás donde obtuvo el título de procurador y Universidad Finis Terrae. Además es magíster en Administración de Empresas (MBA) por la Universidad del Desarrollo.
Profesionalmente, entre 1980 y 1983, se desempeñó en la Oficina de Planificación (Odeplan). A partir de esa fecha y hasta 1990 trabajó en el Ministerio del Interior. Dejó el cargo para asumir como gerente general del Grupo Empresa: “Recreación; Agrícola; Forestal” hasta 2001.

## Carrera política
En diciembre de 2001, fue elegido Diputado en calidad de independiente dentro del pacto Alianza por Chile por el Distrito n.º 54, correspondiente a las comunas de Futrono, Lago Ranco, La Unión, Los Lagos, Panguipulli, Paillaco y Río Bueno, que en ese entonces pertenecían a la Región de Los Lagos (período legislativo 2002 a 2006). Integró la Comisión Especial Mixta de Presupuestos y la Investigadora sobre Tala Ilegal del Alerce; Junto con las Comisiones Permanentes de Derechos Humanos, Nacionalidad y Ciudadanía, y de Hacienda.
En 2005, obtuvo su reelección en representación de la Unión Demócrata Independiente y por el mismo Distrito (período legislativo 2006 a 2010), esta vez correspondiente a la Región de Los Ríos. Integró las comisiones permanentes de Derechos Humanos, Nacionalidad y Ciudadanía, de Vivienda y Desarrollo Urbano, y de Hacienda; además de la Comisión Investigadora sobre Irregularidades en Ferrocarriles del Estado y de la Comisión Especial Mixta de Presupuestos.
También participó en los grupos interparlamentarios chileno- británico; chileno-suizo; chileno-portugués; y chilenos-argelino.
En 2009, obtuvo un tercer periodo en representación de la UDI por el mismo distrito (período legislativo 2010 a 2014). Integrante de las comisiones permanentes de Micro, Pequeña y Mediana Empresa; y de Hacienda, la que también preside. Forma parte del comité parlamentario de la Unión Demócrata Independiente.
Para las elecciones parlamentarias de 2013 buscó competir por un cupo al Senado representando a la Región de Los Ríos, pero en mayo de ese año su candidatura fue descartada en favor de la opción de Ena von Baer. Dos meses después confirmó que volvería postular como diputado por el Distrito 54. En los comicios de noviembre obtuvo el 18,16% de los votos, pero fue superado por su compañero de lista Gonzalo Fuenzalida (RN), quedando fuera del Congreso.
El 23 de agosto de 2021, anunció su reelección como diputado en el mismo distrito para las elecciones parlamentarias de ese año.

## Historial electoral

### Elecciones parlamentarias de 2001
- Elecciones parlamentarias de 2001, a Diputado por el Distrito Nº 54 (Los Lagos, Futrono, Panguipulli, La Unión, Paillaco, Río Bueno y Lago Ranco)[7]

### Elecciones parlamentarias de 2005
- Elecciones parlamentarias de 2005, a Diputado por el Distrito Nº 54 (Los Lagos, Futrono, Panguipulli, La Unión, Paillaco, Río Bueno y Lago Ranco)[8]

### Elecciones parlamentarias de 2009
- Elecciones parlamentarias de 2009, a Diputado por el Distrito Nº 54 (Los Lagos, Futrono, Panguipulli, La Unión, Paillaco, Río Bueno y Lago Ranco)[9]

### Elecciones parlamentarias de 2013
- Elecciones parlamentarias de 2013, a Diputado por el Distrito Nº 54 (Los Lagos, Futrono, Panguipulli, La Unión, Paillaco, Río Bueno y Lago Ranco)[10]

### Elecciones parlamentarias de 2017
- Elecciones parlamentarias de 2017 a Diputado por el distrito 24 (Corral, Futrono, La Unión, Lago Ranco, Los Lagos, Máfil, Mariquina, Paillaco, Panguipulli, Río Bueno y Valdivia)[11]

### Elecciones parlamentarias de 2021
- Elecciones parlamentarias de 2021 a Diputado por el distrito 24 (Corral, Futrono, La Unión, Lago Ranco, Los Lagos, Máfil, Mariquina, Paillaco, Panguipulli, Río Bueno y Valdivia).[12]